# Babakan Bogor
Babakan Bogor is een bestuurslaag in het regentschap Kepahiang van de provincie Bengkulu, Indonesië. Babakan Bogor telt 693 inwoners (volkstelling 2010).